# Paradero El Porvenir
El Porvenir es un paradero ferroviario que es parte de la línea troncal, ubicado en la comuna chilena de Los Ángeles región del Biobío. Fue construido para acoger los servicios del Corto del Laja - Renaico, que inició en 2002 hasta la detención de sus servicios en 2006. Actualmente no presta servicios.

## Historia
Con la extensión en 2002 del servicio de pasajeros que recorria desde Talcahuano hasta Laja hacia la estación Renaico, fue utilizado el paradero El Porvenir, ubicado entre las estaciones Millantú y Santa Fe. La detención del servicio ya estaba operativa en marzo de 2002, contando con dos detenciones al día. Durante parte de 2003 no hubo servicios desde Laja hacia el sur, retomandose hacia finales del mismo año. Durante los siguientes años, los servicios hacia Renaico fueron algo intermitentes debido a problemas en las vías; pero ya para 2008 se suprimen completamente los servicios de pasajeros que pasan por este paradero hacia Renaico. Actualmente no hay servicios de pasajeros que se detengan en este paradero.

## Infraestructura
El paradero cuenta con un simple refugio metálico con asientos que se ubica en el lado este de la vía; posee un terraplén que opera como andén. No posee ningún tipo de servicio para pasajeros.